# فلیکس لوبوئوتل
فلیکس لوبوئوتل (فرانسوی: Félix Lebuhotel‎; ۲۱ ژوئیهٔ ۱۹۳۲ – ۵ نوامبر ۲۰۰۸) دوچرخه‌سوار اهل فرانسه بود.